# Grand Prix automobile de Naples
Le Grand Prix automobile de Naples (Gran Premio di Napoli) est une épreuve de course automobile italienne créée en 1933 et disputée sous ce nom de 1948 à 1962. Elle a fait partie des courses de Formule 1 hors-championnat du monde.

## Histoire
En 1933, la course se dispute sur un parcours appelé « Circuito delle Province Meridionali », une boucle de 761 km qui traverse l'Italie de Naples à Bari, sur l'Adriatique, avant de revenir à Naples par Campobasso. La première édition napolitaine disputée sur le Circuito di Napoli, un circuit urbain, a lieu un an plus tard dans le quartier de Pausilippe, au sud-ouest de la cité, en bord de mer. La Principessa di Piemonte, dont les premières épreuves portent le nom, n'est autre que Marie-José de Belgique, qui aménage à Naples en décembre 1931, après avoir épousé Humbert de Savoie en janvier 1930, et le tracé avant les hostilités mondiales s'appelle le Circuito Province Meridionali.
Les années 1938 et 1939 ne concernent que les voiturettes de la marque Maserati, alors qu'en 1937 elles faisaient l'objet d'une course distincte, gagnée par Carlo Felice Trossi, pilote d'usine, sur Maserati 6CM.
Après la guerre, le tracé en ville emprunte les Via A. Manzoni et Via Nuova Parco. De 1948 à 1953, il est soumis à la règlementation des Formule 2. Dès la saison suivante, sont organisées des courses de Formule 1 ou de voitures de sport.
L'édition 1962 se déroule le même jour que le Grand Prix des Pays-Bas. Seuls les dix meilleurs temps sont retenus pour cette course. Les Ferrari dominent alors l'ensemble du week-end, tant aux essais que lors de la course, Willy Mairesse relayant Lorenzo Bandini en tête au vingt-quatrième tour. Carlo Abate termine ici quatrième, pour sa première course en Formule 1.
En 1998, le circuit de Naples reçoit le Rievocazione Storica Gran Premio di Napoli, une reconstitution historique du Grand Prix de Naples.
Désormais, le nom « Gran Premio di Napoli » fait référence à un événement cycliste.

## Palmarès
| Année     | Vainqueur                           | Voiture                  | Intitulé                           |
| --------- | ----------------------------------- | ------------------------ | ---------------------------------- |
| 1933      | Gianfranco Comotti                  | Alfa Romeo 8C 2600 Monza | Ire Coppa Principesa di Piemonte * |
| 1934      | Tazio Nuvolari                      | Maserati 6C-34           | IIe Coppa Principesa di Piemonte   |
| 1935 1936 | Non disputée                        | Non disputée             | Non disputée                       |
| 1937      | Giuseppe Farina Carlo Felice Trossi | Alfa Romeo 12C-36        | IIIe Coppa Principesa di Piemonte  |
| 1938      | Aldo Marazza                        | Maserati 4CS             | IVe Coppa Principesa di Piemonte   |
| 1939      | John Peter Wakefield                | Maserati 6CL             | Ve Coppa Principesa di Piemonte    |
| 1940 1947 | Non disputée                        | Non disputée             | Non disputée                       |
| 1948      | Luigi Villoresi                     | Osca MT4                 | Ier Gran Premio di Napoli          |
| 1949      | Roberto Vallone                     | Ferrari 166C             | IIe Gran Premio di Napoli          |
| 1950      | Franco Cortese                      | Ferrari 166 F2           | IIIe Gran Premio di Napoli         |
| 1951      | Alberto Ascari                      | Ferrari 166 F2           | IVe Gran Premio di Napoli          |
| 1952      | Giuseppe Farina                     | Ferrari 500 F2           | Ve Gran Premio di Napoli           |
| 1953      | Giuseppe Farina                     | Ferrari 500 F2           | VIe Gran Premio di Napoli          |
| 1954      | Luigi Musso                         | Maserati A6 GCS          | VIIe Gran Premio di Napoli         |
| 1955      | Alberto Ascari                      | Lancia D50               | VIIIe Gran Premio di Napoli        |
| 1956      | Robert Manzon                       | Gordini T16              | IXe Gran Premio di Napoli          |
| 1957      | Peter Collins                       | Lancia-Ferrari D50       | Xe Gran Premio di Napoli           |
| 1958      | Joakim Bonnier                      | Maserati 200S            | XIe Gran Premio di Napoli          |
| 1959      | Tony Settember                      | WRE Maserati             | XIIe Gran Premio di Napoli         |
| 1960      | Menato Boffa                        | WRE Maserati             | XIIIe Gran Premio di Napoli        |
| 1961      | Giancarlo Baghetti                  | Ferrari 156              | XIVe Gran Premio di Napoli         |
| 1962      | Willy Mairesse                      | Ferrari 156              | XVe Gran Premio di Napoli          |

* Non disputée à Naples.